# Всеукраїнський конкурс учнівської та студентської творчості «Змагаймось за нове життя!»
Всеукраїнський конкурс учнівської та студентської творчості імені Марії Фішер-Слиж «Змагаймось за нове життя!», присвячений Лесі Українці — це конкурс, який має на меті сприяння глибшому ознайомленню та вивченню молоддю спадщини великої української поетеси Лесі Українки;
долучення підростаючого покоління до збереження і розвитку культурної спадщини українського народу шляхом вивчення історії рідного краю, спонукання осмислення державотворчих зусиль нашого народу та його перспектив;
виховання відповідальності за збереження місцевих пам'яток культури;
виховання почуття патріотизму, національної гідності та особистої відповідальності за майбутнє нашої Батьківщини.

## Організатори
Фестиваль-конкурс учнівської та студентської творчості імені Марії Фішер-Слиж «Змагаймось за нове життя!», присвячений Лесі Українці, проводиться з ініціативи Культурно-просвітницького Центру художня галерея «Sweet арт-Знання», Інформаційно-дослідного Центру «Інтеграція і розвиток» за сприяння та підтримки Міністерства культури України, Міністерства освіти і науки України, Полтавської обласної державної адміністрації, Управління культури Полтавської державної адміністрації, Управління у справах сім'ї, молоді та спорту Полтавської ОДА, Полтавської міської ради, Виконавчого комітету Полтавської міської ради, Чернівецької обласної державної адміністрації, Виконавчого комітету Чернівецької міської ради.
До участі в проведенні Фестивалю-конкурсу можуть залучатися підприємства, установи, організації, благодійні фонди, громадські організації, а також фізичні особи (за їх згодою).

## Умови конкурсу
У конкурсі можуть брати участь учні 1–11 класів загальноосвітніх навчальних закладів різних форм власності, учні та студенти навчальних закладів І-IV рівнів акредитації різних форм власності у тому числі учні зі спеціальних загальноосвітніх навчальних закладів, діти з обмеженими можливостями, та діти — представники закордонних українців, які виявили особисте бажання взяти у ньому участь.

Конкурс проводиться як творче змагання учнівської та студентської молоді за номінаціями: «декламація», «інсценізація», «твір», «науково-пошукова робота», «малюнок», «аудіовізуальний твір», «вокал».

Конкурс проводиться у три етапи: 1-й етап — регіональний. 2-й етап — відбірковий. 3-й етап — фінальний.

Конкурс проводиться в чотирьох вікових категоріях: серед учнів 1– 4 класів (номінації «декламація», «малюнок»), 5–7 класів (номінації «декламація», «малюнок»), серед учнів 8–9 класів (номінації «декламація», «інсценізація», «малюнок», «аудіовізуальний твір», «твір», «вокал»), серед учнів 10–11 класів і студентської молоді (номінації «декламація», «інсценізація», «аудіовізуальний твір», «твір», «науково-пошукова робота», «малюнок», «вокал»).

## Історія
Всекримський конкурс учнівської та студентської творчості «Змагаймось за нове життя!» (Леся Українка) був започаткований у 2004 році відомою громадською діячкою п. Марією Фішер-Слиж (Торонто, Канада). Уперше він відбувся одночасно в Севастополі, Сімферополі та Ялті з ініціативи Управління освіти і науки Севастопольської міської державної адміністрації, Севастопольського міського гуманітарного університету, Громадського комітету «Український Севастополь» (координатор — Микола Владзімірський), а Регіональні (відбіркові) етапи конкурсних змагань були проведені Всекримським товариством зв'язків з українцями за межами України (Товариство «Україна-Світ»), колективом загальноосвітньої школи № 29 м. Сімферополя та Ялтинським музеєм Лесі Українки.

Ідею святкування Дня народження Лесі Українки проведенням на кримських теренах учнівсько-студентського конкурсу «Змагаймось за нове життя!» на наступні 10 років підхопили Інститут інноваційних технологій і змісту освіти Міністерства освіти і науки України (Кримська філія), Всекримське товариство зв'язків з українцями за межами України (Товариство «Україна-Світ») та за підтримки Представництва Президента України в Автономній Республіці Крим, Міністерства освіти і науки АР Крим, Ялтинського музею Лесі Українки, та інших державних і громадських організацій перетворили в щорічне величне свято духовності, любові до українського слова й щирого захоплення генієм української письменниці.

Змагання юних талантів відбувалося за номінаціями: «Декламація», «Інсценізація», «Твір», «Науково-пошукова робота». Спочатку в ньому взяло участь декілька десятків дітей. Та з кожним роком зростали популярність, кількісний і якісний рівень конкурсу, розширювалася його географія. До кримчан з різних районів півострова приєднувалися й представники Києва, Одеси, Львова, Глухова, Луганська, Івано-Франківська, Коломиї, Волині.

За роки проведення Конкурсу з'явилися нові номінації («Аудіо-візуальний твір», «Малюнок») й традиції: поїздки переможців до Ялтинського музею Лесі Українки, декламування поезій біля фортепіано, якого торкалася рука поетеси, поїздки переможців до Карпат для проведення спільного фестивалю «Ми діти одного колоса» (Крим — Карпати).

## Порядок роботи організаційного комітету та визначення переможців фестивалю-конкурсу
1. Для організації та проведення 1–3-го етапів Фестивалю-конкурсу створюється Організаційний комітет, який забезпечує координацію проекту, підбір журі, вирішує всі організаційні питання господарського забезпечення, технічного оснащення, проводить рекламну кампанію, вирішує питання пов'язані з прийомом учасників та гостей конкурсу.

2. Організаційний комітет Фестивалю-конкурсу залишає за собою право: внесення змін у терміни проведення Фестивалю-конкурсу;
використання інформації про учасників у рекламних цілях;
під час проведення Фестивалю-конкурсу організатори мають право на відео, аудіо запис та фотозйомку.
Усі фото, відео і аудіо матеріали, отримані під час проведення Фестивалю-конкурсу, стають власністю організаторів та можуть бути використані по рішенню оргкомітету без узгодження та виплати гонорарів.

3. Оргкомітет формує склад Журі Фестивалю-конкурсу для незалежного та об'єктивного оцінювання учасників. До складу журі можуть увійти представники закладів освіти, культури та мистецтва, мас-медіа, представники громадських організацій, українські та іноземні вчені, викладачі, письменники, потенційні інвестори та меценати Фестивалю-конкурсу.

4. Критерії оцінювання конкурсантів різних номінацій: Номінації: «декламація», «інсценізація»
осмислене та яскраве декламування прозових, віршованих та драматичних творів, виявлення власного ставлення до змісту творів за допомогою засобів художньої виразності, а також мовленнєва вправність, розуміння твору з точки зору логіки, композиційної побудови, вміння найяскравіше передати кульмінаційний момент твору, емоційність, артистизм, яскравість виконання, новаторство та творчий підхід.
Номінація: «вокал»
яскраві вокальні та слухові дані, високо розвинене почуття ритму, бездоганна техніка та «чистота виконання». Артистизм, емоційність, сценічний імідж.
Номінації: «твір», «науково-пошукова робота», «аудіовізуальний твір»
самостійно та творчо створений яскравий, оригінальний за думкою та оформленням, науково обґрунтований текст (з урахуванням виду роботи). Робота повинна відзначатися багатством слововживання, граматичною правильністю й різноманітністю, стилістичною довершеністю.
Відео роботи (аудіо- роботи, презентації) повинні бути власного виробництва.
Номінація: «малюнок»
оригінальна передача обраними засобами образотворчого мистецтва змісту літературного твору (уривка). Творча новизна композиційного вирішення теми, наявність яскравого авторського бачення. (Відтворення ідей інших авторів не вітаються).

## Нагородження переможців фестивалю-конкурсу
1. Всеукраїнський Фестиваль-конкурс не є комерційним заходом. Участь безкоштовна.

2. За результатами голосування журі визначає переможців. Рішення журі оформляється у вигляді протоколу, є остаточним й оскарженню не підлягає.

3. Після завершення Фестивалю-конкурсу в усіх номінаціях журі рекомендує склад учасників великого Гала-концерту та кращі роботи переможців для виставки-огляду у фінальному етапі Проекту.

4. Кожен учасник очного туру отримує сертифікат учасника й подарунок, переможці нагороджуються дипломами, подяками та поїздкою до Гадяцького музею родини Драгоманових (Полтавська обл.), а переможці очного (дистанційного) та заочного турів нагороджуються дипломами із врученням призів та подарунків (м. Чернівці).